# Alignment (Verhalten)
Alignment (engl. Alignment: Ausrichtung) ist ein Verhalten, das in natürlichen Schwärmen auftritt. Ein Individuum, das dieses Verhalten zeigt, passt seine Bewegungsrichtung der Bewegungsrichtung seiner Nachbarn an.
Wissenschaftler, wie Craig Reynolds, die natürliches Schwarmverhalten analysierten, um es am Computer zu modellieren, kamen dabei zu dem Schluss, dass das Phänomen durch drei grundlegende Regeln beschrieben werden kann, die von jedem Individuum beachtet werden und auf Schwarmebene ein emergentes Verhalten erzeugen:
- Bewege dich in Richtung des Mittelpunkts derer, die du in deinem Umfeld siehst (Kohäsion).
- Bewege dich weg, sobald dir jemand zu nahe kommt (Separation).
- Bewege dich in etwa in dieselbe Richtung wie deine Nachbarn (Alignment).

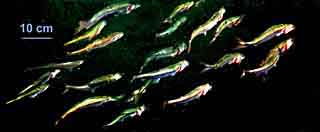
Heringsschwarm

Das Phänomen, dass sich ein Schwarm nach einem Angriff durch einen Feind schnell und kompakt neuordnen kann, beruht dabei auf dem Alignmentverhalten der Individuen. Jedes Individuum reagiert dabei auf Richtungsänderungen der Nachbarn. Durch die Schnelligkeit der Orientierung, die durch das Seitenlinienorgan der Fische ermöglicht wird, lässt z. B. Heeringsschwärme jeden Richtungswechsel als Einheit vollziehen, auch wenn sie noch so oft von jagenden Delfinen angegriffen werden.

## Einflüsse
Die begrenzten Gehirnkapazitäten und die Sicht beschränken das Alignmentverhalten eines Individuums, das sich nur auf eine bestimmte Anzahl seiner Nachbarn konzentrieren kann.

## Verschieden Alignmentverhalten
Von Schwarmtier zu Schwarmtier variiert das Alignmentverhalten, es ist für einige Spezies wichtiger als für andere. Überlebenswichtig ist es für all die Schwärme, die ein dynamisches Bewegungsmuster aufweisen, da sie sich schnell als Einheit neu orientieren müssen, so verhalten sich z. B. Heringsschwärme, die sich unermüdlich neu sortieren müssen, während sie von Orcas gejagt werden.